# ウリセス・シュピール
有限会社ウリセス・メディエン&シュピール・ディストリヴューション（Ulisses Medien & Spiel Distributions GmbH）、通称ウリセス・シュピール（Ulisses Spiele）はドイツヘッセン州ラインガウ＝タウヌス郡ヴァルデムスに本社を置くテーブルトークRPG（TRPG）、ボードゲーム、カードゲームの出版及び卸売業者である。
同社はドイツにおける『ダンジョンズ&ドラゴンズ第5版』、『パスファインダーRPG』、『アースドーン』、『ワールド・オブ・ダークネス』シリーズなどのアメリカ産TRPGのライセンス契約を結んでおり、同国におけるTRPGの大手出版社である。また、同社の北米支社（Ulisses North America）では『トーグ』の後継作である『トーグ・エタニティ』のデザイン・出版を行っている。
2021年に『トーグ・エタニティ』日本語版が発売された際には、ユリシーズ・シュピールと表記されている。

## 略歴
ウリセス・シュピールはアウクスブルク大学の政治学者、ウルリッヒ・ローズ（Ulrich Roos）によって、1991年12月9日、Ulisses Gamesとして設立された。“Ulisses”の名称は、ジェイムズ・ジョイスの小説『ユリシーズ』から拝借したもので、ローズ自身の名前ウルリッヒからの着想である。
ウリセス・シュピールはドイツにおいて、ペガサス・シュピール（Pegasus Spiele）に並ぶテーブルトークRPG販売代理店である。2007年にはドイツでも古参のTRPG、『ダークアイ』の著作権を獲得している。
2010年には、ウエストエンドゲームズから『トーグ』の著作権を購入。2017年にデザインを一新した『トーグ・エタニティ』をKickstarterにて出版した。
2017年6月5日、プレスリリースにて、関連会社のブラウアー&ファイファー・ブレット&ローレンシュピーラー・チーム（Brauer & Pfeiffer Brett- und Rollenspieler Team GmbH、通称BURST）がゲーム開発を引き継ぎ、ウリセス自身は将来的に出版業に専念する方針であることを発表している。

## 主要作品一覧

### テーブルトークRPG
ウリセスがドイツ国内で販売している作品。太字はウリセスが著作権を有している作品。英名表記のゲームは日本未訳作品。
- 『The Dark Eye（英語版）』（独名：Das Schwarze Auge）
- 『パスファインダーRPG』（アークライト社から発売予定）
- 『Fading Suns（英語版）』
- 『トーグ』
- 『アースドーン』
- 『HeXXen 1733（ドイツ語版）』
- 『ダンジョンズ&ドラゴンズ第5版』
- 『ウォーハンマーRPG第4版』
- 『Savage Worlds（英語版）』
- 『Star Wars Roleplaying Game（英語版）』
- 『ヴァンパイア：ザ・マスカレード』
- 『ワーウルフ：ジ・アポカリプス』